# Warren Treadgold
Warren Treadgold (Oxford, 30 aprile 1949) è uno storico e docente statunitense, esperto di storia bizantina e professore alla Saint Louis University.

## Biografia
Nato a Oxford, studiò all'Università di Harvard dove si laureò nel 1970 e conseguì il dottorato in greco bizantino nel 1977.
Treadgold è l'autore di A History of Byzantine State and society, un'opera di 1000 pagine che espone la storia dello stato bizantino dal 285 al 1453 e viene dato ampio spazio agli aspetti della civiltà bizantina, nonché agli avvenimenti politici e militari. Tra le altre cose, nell'opera Treadgold sostiene che il sistema dei temi sarebbe opera di Costante II e non di Eraclio, argomentando con indizi vari la sua ipotesi. La lunghezza eccessiva dell'opera lo ha spinto però a scriverne di essa una versione più ridotta, di poco più di 300 pagine, intitolata A concise History of Byzantium (2001) (in italiano Storia di Bisanzio, edito da Il Mulino). Bisanzio e il suo esercito narra l'evoluzione dell'esercito bizantino dal 284 al 1081 dalle riforme di Diocleziano e Costantino fino all'ascesa al potere di Alessio I Comneno (1081), passando per la riforma dei temi di Costante II (l'autore ritiene infatti che sia stato Costante II a fare questa riforma e non Eraclio, come comunemente ritenuto), basandosi sui vari manuali tattici bizantini come lo Strategikon dell'Imperatore Maurizio. L'opera è stata pubblicata anche in Italia.

## Opere
- Byzantine Revival (1988)
- Byzantium and its Army (1995) (ed. italiana: Bisanzio e il suo esercito)
- A History of Byzantine State and Society (1997)
- A concise History of Byzantium (2001) (Storia di Bisanzio, Il Mulino, Bologna, 2005)
- The Early Byzantine Historians (2007)